# Junud al-Sham
Junud al-Sham (Soldados del Levante), también llamados como Jund al-Sham, es un grupo de muyahidínes sunitas chechenos y libaneses, que combaten en la Guerra Civil Siria, y están liderados por Muslim Abu Walid al Shishani.

## Historia
A diferencia de muchos otros muyahidínes extranjeros, Junud al-Sham permaneció como un grupo independiente de otras facciones rebeldes sirias. Muchos de sus miembros habían desertado del Estado Islámico de Irak y el Levante bajo el mando de Abu Omar al-Shishani en 2014. El resto del grupo permaneció preparado para el combate, y continuaron tomando parte de las operaciones militares en 2015. Sin embargo, los problemas financieros provocaron un nuevo declive, al punto de reducirse a solo 30 combatientes hacia comienzos de 2016. Según algunos informes, varios de sus desertores ingresaron a ISIS. En discurso emitido en un vídeo, Shishani criticó a otros grupos insurgentes por no brindar asistencia, en lo cual, la experta regional Joanna Paraszczuk lo describió como una ''diatriba''. En septiembre de 2016, Junud al-Sham viajó a la Gobernación de Hama para luchar en una ofensiva rebelde local. Posteriormente en ese año, hubo reportes en lo que señalaban la disolución del grupo, producto de unos enfrentamientos con Ahrar al-Sham, y con muchos de sus combatientes chechenos que se unieron a Ajnad al-Kavkaz.
A pesar de ello, sin embargo, se revelaron otros informes de que los remanentes de Junud al-Sham aun permanecen activos en 2018. En enero de 2018, los medios partidarios del régimen sirio informaron que "una fuente militar en Damasco" declaró que el grupo fue parte de la campaña militar al noroeste de Siria. Sin embargo, el periódico turco Yeni Akit afirmó que fueron parte de la Operación Rama de Olivo. Aun así, Shishani negó que él o sus seguidores participaron en esa campaña, y confirmaron que estuvieron en Hama, luchando junto a otras milicias chechenas como el Katiba Abd Ar-Rahman, liderado por Tarkhan Gaziyev.